# Geotrupes baicalicus
Geotrupes baicalicus is een keversoort uit de familie van de mesttorren (Geotrupidae). De wetenschappelijke naam van de soort werd in 1892 gepubliceerd door Edmund Reitter.